# St. Kilian (Wettringen)

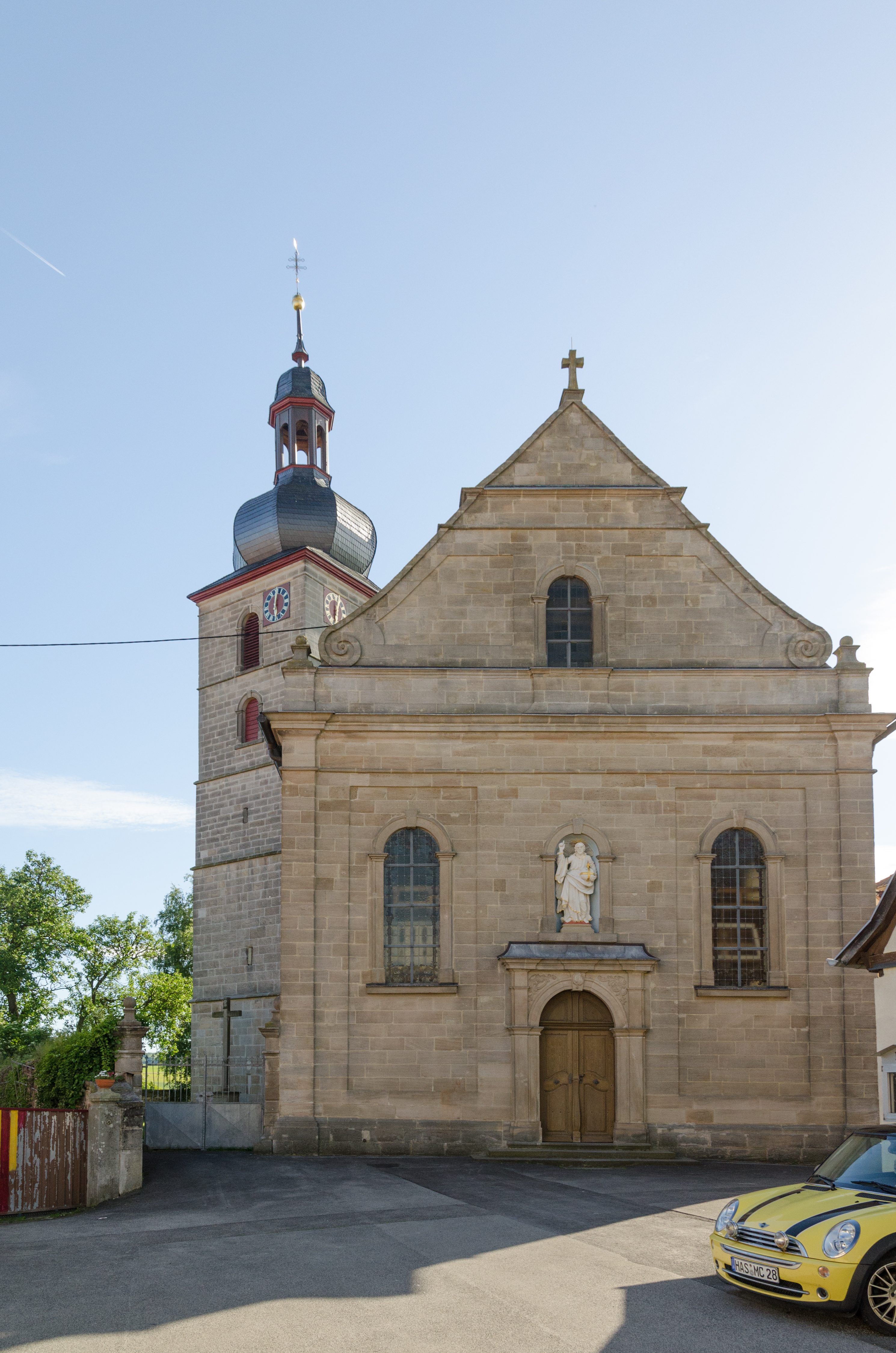
St. Kilian (Wettringen)

St. Kilian ist eine römisch-katholische Filialkirche von Wettringen, einem Gemeindeteil des Marktes Stadtlauringen im unterfränkischen Landkreis Schweinfurt in Bayern. Der Turm des denkmalgeschützten Bauwerks hat einen Kern aus dem Anfang des 16. Jahrhunderts. Die Kirche gehört zur Pfarrei Mariä Himmelfahrt in der Pfarreiengemeinschaft Liborius Wagner (Markt Stadtlauringen) im Dekanat Schweinfurt-Nord des Bistums Würzburg.

## Beschreibung
Die unteren Geschosse des Chorturms der Saalkirche aus Quadermauerwerk stammen von 1519. Der zum Chorturm schräggestellte, eingezogene, dreiseitig geschlossene Chor nach Südwesten und das nach Nordosten ausgerichtete Langhaus wurden 1775/77 auf den Grundmauern des unter Julius Echter errichteten Vorgängerbaus gebaut. Der Chorturm wurde auf fünf Geschosse aufgestockt, das oberste beherbergt die Turmuhr und den Glockenstuhl, und mit einer schiefergedeckten Welschen Haube bedeckt. Die Fassade im Osten des Langhauses ist durch Lisenen und Gesimse gegliedert und mit einem Volutengiebel bedeckt. In einer Nische über dem Portal steht eine Statue. Zur Kirchenausstattung gehören der klassizistische Hochaltar, dessen Altarretabel den gekreuzigten Jesus zeigt, und die Kanzel von 1781 mit Statuen im Kunststil von Johann Peter Wagner. In einer Nische in der linken Wand des Langhauses befindet sich eine um 1500 entstandene Pietà. Die Orgel wurde 1885 von Adam Grünsfelder in den von Franz Ignaz Seuffert geschaffenen Prospekt eingebaut.